# Fantine Lesaffre
Fantine Lesaffre (ur. 10 listopada 1994 w Roubaix) – francuska pływaczka specjalizująca się w stylu zmiennym, brązowa medalistka mistrzostw świata na krótkim basenie, mistrzyni Europy.

## Kariera
W 2015 roku na mistrzostwach świata w Kazaniu na dystansie 400 m stylem zmiennym zajęła 23. miejsce z czasem 4:46,06 min.
Rok później, podczas igrzysk olimpijskich w Rio de Janeiro w tej samej konkurencji uplasowała się na 23. pozycji (4:44,47 min). Na dystansie dwukrotnie krótszym uzyskała czas 2:15,71 min i zajęła 30. miejsce ex aequo z Austriaczką Leną Kreundl.
Na mistrzostwach Europy na krótkim basenie w Kopenhadze w grudniu 2017 roku zdobyła brązowy medal na 400 m stylem zmiennym.
W 2018 roku podczas mistrzostw Europy w Glasgow zwyciężyła w konkurencji 400 m stylem zmiennym i czasem 4:34,17 min poprawiła rekord Francji.